# Distoleon latipennis
Distoleon latipennis is een insect uit de familie van de mierenleeuwen (Myrmeleontidae), die tot de orde netvleugeligen (Neuroptera) behoort. 
Distoleon latipennis is voor het eerst wetenschappelijk beschreven door Navás in 1914.